# 개냥이

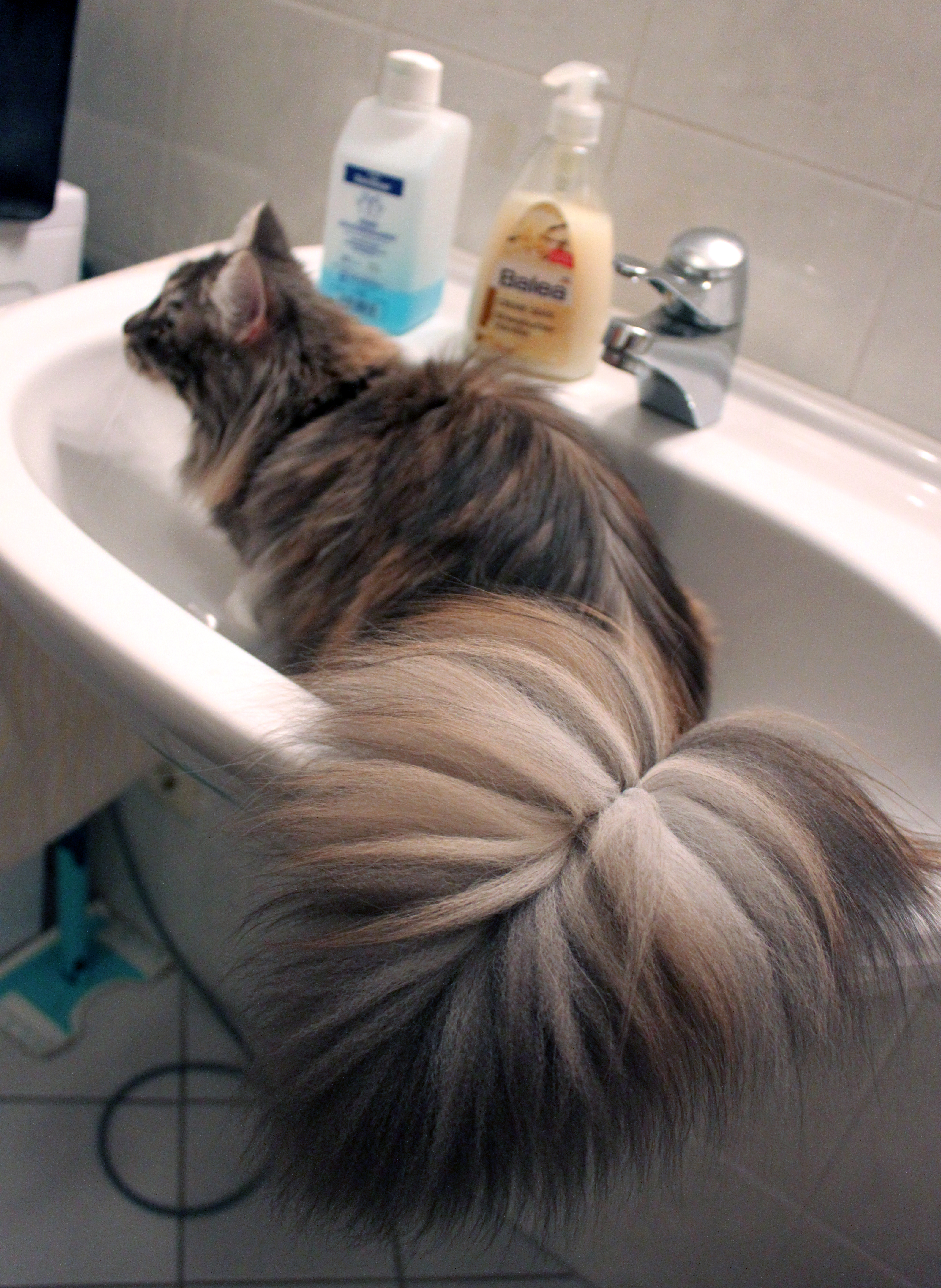
일부 메인쿤은 주인을 따라다니며 주인의 주의를 끌기 위해 싱크대, 카운터 등과 같은 높은 곳으로 올라간다.

개냥이(Dog-like cat)는 개를 연상시키는 행동 성향을 가진 고양이를 지칭하는 용어이다. 다만, 이들에게서 고양이의 행동 성향이 사라지는 것은 아니며, 선택적 교배를 통해 강화될 수 있다. 개냥이들은 사람들을 계속 따라다니며, 안아주고 쓰다듬는 것과 같은 육체적 애정에 대한 욕망, 주변 동물들에 대한 공격성 부족, 그리고 평온한 성격을 띤다. 이러한 특성들은 고양이의 주인들에게는 장점이 될 수 있지만, 개와 고양이에게 해를 끼치고자 하는 사람들에게 노출되었을 때 문제가 발생할 수 있다. 이러한 행동을 주로 하는 품종으로는 아비시니안, 버마, 메인쿤, 맹크스, 랙돌 등이 있다.

## 품종
고양이가 사람과 거리가 멀고 개에 비해 애정이 부족하다는 생각이 완전히 옳지는 않다. 환경, 특히 사람들과의 과거 상호 작용에 따라 각기 다른 특성을 가지고 있다.
고양이 성격은 갑작스러운 스트레스 등 다양한 환경적 요인에 특히 민감하다. 예를 들어, 캔비아일랜드에서 대홍수가 난 후, 고양이들은 인간과 유사한 급성 스트레스 장애를 보였다. 고양이들은 혈통에 상관없이 인간에 대한 애정과 유순한 모습을 자주 보여준다. 이러한 특징은 특정한 품종에 국한되지 않는데, 그 이유는 동물의 양육이 성격 형성의 중요한 요소이기 때문이다. 태어나고 첫 몇 달 동안 인간과의 긍정적인 상호작용은 특히 중요하다.
미국에 있는 대부분의 반려 고양이들은 도메스틱 쇼트헤어이다. 그 고양이들 중 몇몇과 아메리칸 쇼트헤어는 매우 유사하게 보이지만, 아메리칸 쇼트헤어는 다른 고양이들과 다르게 개와 같이 인간에게 친근한 모습을 보이곤 한다. 품종을 기반으로 한 일반화 외에도 고양이의 성향은 놀이 중 발톱을 사용, 사람을 따르는 경향, 친밀하고 빈번한 인간 접촉을 통해 판단 가능하다.

### 아비시니안

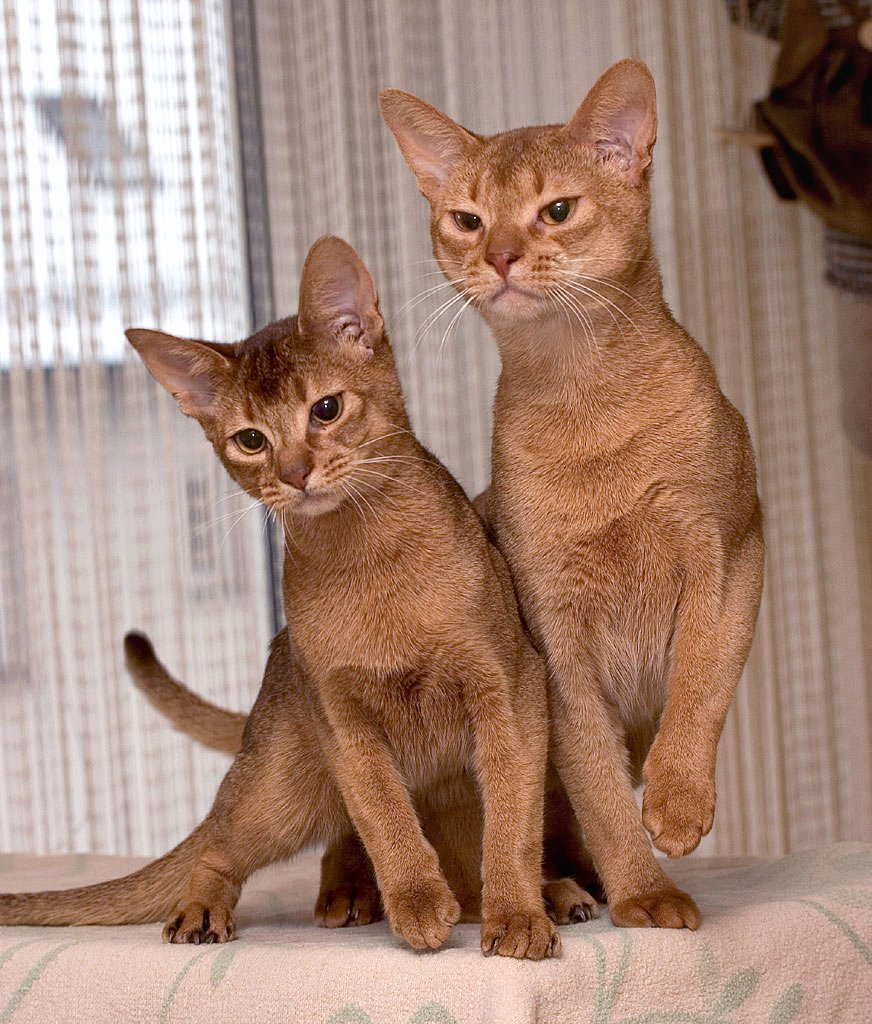
아비시니안은 관심 받기를 좋아하며, 개와도 친하게 지낸다.

아비시니안은 관심 받는 것을 좋아하며 너무 자주 혼자 있게 되면 우울증을 보이는 것으로 알려져 있다. 주인과의 친밀감으로 인해 일부는 목줄 훈련을 좋아한다. 대부분의 고양이와 달리 아비시니안은 물에 대한 두려움보다는 관심을 보인다. 또한 활동적이기에 종종 주인에게 올라타 몸에 앉는다. 또한 친근하게 대하는 개를 좋아하는 경향이 있다.
수의사 Joan O. Joshua는 아비시니안의 강아지와 같은 애착이 인간과의 접촉에 대한 더 큰 의존성을 유발한다고 말했다. 이것은 인간을 단순 동료로 인식하여 관용적으로 수용하는 태도와는 대조된다. 주인과 노는 것을 좋아하는 특성으로 인해 "Clowns of the Cat Kingdom"이라는 별명을 갖는다.

### 버마
버마는 일반적으로 아비시니안과 같은 애정 표현을 보이곤 한다. 또한, 높은 지능을 가지고 있기에, 목줄을 착용하는 훈련이 수월하다. 버마는 다른 품종들보다 목소리 톤이 높아고 잘 울어대서 일부 사람들은 버마가 대화에 참여하는 것을 즐긴다고 생각한다. 성격 또한 활기차기 때문에 개와 비슷한 방식으로 논다.

### 메인쿤

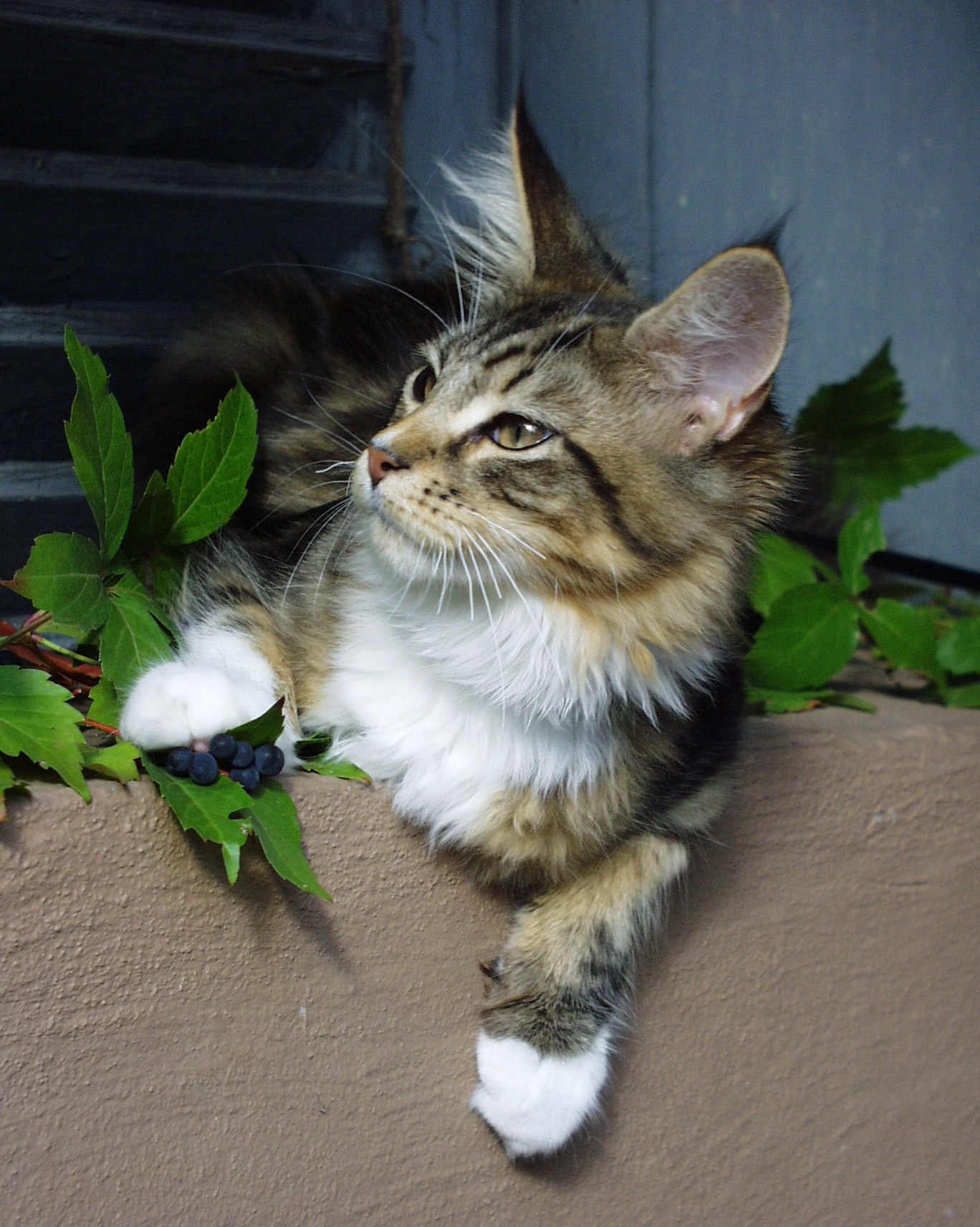
메인쿤은 덩치가 크고 사람을 잘 따르기 때문에 개와 비슷한 특징을 갖는다.

Academy of Veterinary Nutrition Technicians의 회장 Kara Burns와 Dr. Lori Renda-Francis에 따르면 메인쿤은 많은 측면에서 개와 닮았다. 메인쿤이 덩치와 키가 큰 이유도 있으나, 유쾌한 성격을 가지고 있고 주인에게 순종하는 경향이 있기 때문이다. 지능도 좋은 편에 속하기 때문에 훈련이 가능하다. 길고 부드러운 털을 가지고 있지만 빗질을 좋아하기 때문에 손질이 쉬운 편에 속한다. 고양이 애호가 협회는 메인쿤이 때때로 사람을 너무 따라다니기 때문에 방해가 될 때도 있지만, 이런 장난이 인간에게 즐거움을 준다고 말한다.

### 맹크스
맹크스는 강아지와 유사하게, 주인이 휘파람을 불거나 이름을 부를 때 반응하며 주인에게 온다. 장애물을 뛰어 넘고 오르고 장난감과 같은 물건을 모으고 묻기까지 할 정도로 활동적이다. 맹크스는 인간들에게 일반적으로 강한 애정을 보인다. International Zoo Veterinary Group의 창립자인 David Taylor 박사는 "단언컨대 개와 같다"고 말했다.

### 랙돌

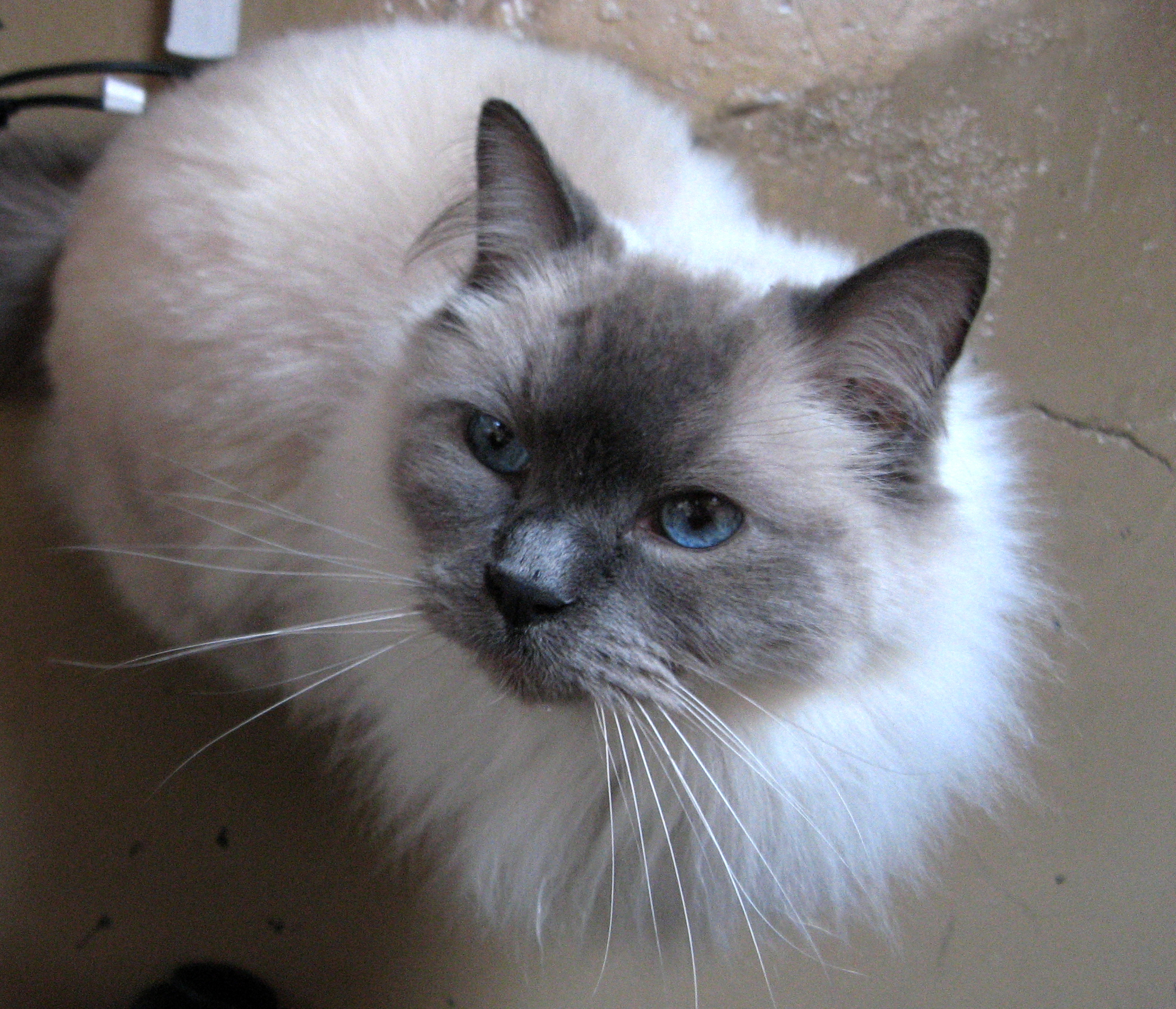
랙돌은 차분하고, 주인을 잘 따른다.

랙돌은 품종이 만들어진 초기에 인형처럼 구부러진 자세로 쉬는 경향이 있기 때문에 명명되었다. 그들은 일반적으로 조용하고 차분한 성향을 띠며 종종 주인에 대한 애착을 보인다. 때때로 물건을 던지면 가져오기와 같은 놀이를 즐겨한다.

## 같이 보기
- 고양이 지능
- 고양이의 의사소통